# 密點鏢鱸
密點鏢鱸為輻鰭魚綱鱸形目鱸亞目河鱸科鏢鱸屬的其中一種，分布於美國東南部的淡水流域，體長可達6.1公分，棲息在水質清澈、沙石底質的溪流，雄魚具有護卵的行為。